# Best Wishes
Best Wishes è il secondo album del cantante italiano The Niro, pubblicato nel 2010 dalla Universal Music Italia.

## Il disco
È il secondo album del cantautore romano The Niro (nome d'arte di Davide Combusti); tutti i brani dell'album sono cantati in lingua inglese e sono composti dallo stesso The Niro.
1. No Innocence - 2:57
2. In My Memory - 4:06
3. The Wrestler - 3:47
4. London Theatre - 3:05
5. Stop It - 3:00
6. Johnny - 2:55
7. Best Wishes - 4:10
8. When Your Father - 3:06
9. Circle - 2:51
10. He's A Prey - 3:55
11. Post Atomic Dawn - 4:47

## Musicisti
- The Niro - voce, chitarra acustica, chitarra elettrica, basso, batteria, percussioni, tastiera, mandolino, tromba
- Roberto Procaccini - pianoforte, tastiera, omnichord, programmazione
- Maurizio Mariani - basso nei brani 2, 5 e 7
- Adriano Viterbini - chitarra aggiuntiva nei brani 3, 7, 8, 9, 10 e 11
- Paolo Patrizi - batteria nei brani 8 e 11
- Puccio Panettieri - batteria nei brani 2 e 10

## Curiosità
Nelle sessioni dell'album sono stati registrati anche altri tre brani che sono stati resi disponibili per il download come bonus tracks:
- Heartache (disponibile per l'acquisto come download sul portale Nokia[1])
- Night Waltz (disponibile in precedenza per l'acquisto come download sul portale MSN ma attualmente non più disponibile)
- Skinny Clap (disponibile per l'acquisto come download su iTunes o anche gratuitamente in streaming sul Myspace[2] ufficiale del cantante)

Attualmente invece i tre brani extra non sono stati pubblicati su CD.